# Hidroftalmía
La hidroftalmía o buftalmía (tradicionalmente descrita como "hidropesía del ojo") es una enfermedad ocular congénita que produce una distensión y un endurecimiento del globo ocular. Está causado por un aumento de la secreción del humor acuoso o una excesiva retención del mismo, lo cual conlleva un aumento de la presión intraocular. Por ello suele considerarse una forma de glaucoma.